# Adam Wylie
Pour les articles homonymes, voir Wylie.
Adam Wylie est un acteur américain né le 23 mai 1984 à San Dimas, Californie (États-Unis).

## Filmographie
- 1990 : Jeu d'enfant II (Child's Play 2) : Sammy
- 1990 : Un flic à la maternelle (Kindergarten Cop) : Larry
- 1991 : Le Docteur (The Doctor) de Randa Haines : Joey
- 1992 : Stepfather III (TV) : Easter Party Boy
- 1992 : Sur la corde raide (Out on a Limb) : Bob
- 1992-1996 : Un drôle de shérif (High Secret City, la ville du grand secret (série télévisée) : Zachary Broke
- 1993 : Reckless Kelly : Pop Corn Boy
- 1994 : Le Cygne et la Princesse : Young Prince Derek (voix)
- 1995 : Un pas vers la liberté (Breaking Free) : Billy Rankin
- 1996 : All-New Dennis the Menace (série télévisée) : Dennis Mitchell
- 1996 : Tous les chiens vont au paradis II (All Dogs Go to Heaven 2) : David (voix)
- 1996 : Hé Arnold ! ("Hey Arnold!") (série télévisée) : Thaddeus 'Curly' Gamelthorpe (unknown episodes)
- 1996 : Le Livre de la jungle, souvenirs d'enfance (Jungle Cubs) (série télévisée) : Additional Voices (unknown episodes)
- 1996 : Quand le Père Noël s'en mêle (Santa with Muscles) : Taylor
- 1997 : Sitting in Limbo : Joey Viola
- 1997 : Crayola Kids Adventures: The Trojan Horse (vidéo) : Odysseus
- 1997 : Crayola Kids Adventures: Tales of Gulliver's Travels (vidéo) : Gulliver
- 1997 : Crayola Kids Adventures: 20,000 Leagues Under the Sea (vidéo) : Captain Nemo
- 1997 : Under Wraps (TV) : Gilbert
- 1998 : The Swan Princess: Sing Along (voix)
- 1998 : Sandman : Easter Bunny
- 1998 : Les Démons du maïs 5 (Children of the Corn V: Fields of Terror) (vidéo) : Ezeekial
- 1999 : Pirates: 3D Show : Davey
- 1999 : Our Friend, Martin (en) (vidéo) : Sam Dale (voix)
- 1999 : Le Roi et moi (The King and I) : Louis Leonowens (voix)
- 1999 : La Ferme aux ballons (Balloon Farm) (TV) : Charles
- 1999 : Embrouilles dans la galaxie (Can of Worms) (TV) : Nick
- 1999 : Un père trop célèbre (Michael Landon, the Father I Knew) (TV) : Teenage Jack
- 2000 : Lost in the Pershing Point Hotel : Duane Striker
- 2000 : Haute Voltige sur Miami (Cutaway) (TV) : Cal
- 2000 : Daybreak, le métro de la mort (Daybreak) : Newton Warner
- 1999 : Undressed (série télévisée) : Owen (2000: Season 2) (unknown episodes)
- 2001 : Flying Virus : Adam
- 2002 : The Biggest Fan : Garfield
- 2004 : Monk saison 3 épisode 10 : Vendeur de l'animalerie
- 2004 : Tales of a Fly on the Wall (TV) : Bud
- 2004 : Roomies : Mr. Asher
- 2005 : Kitty's Dish (TV) : Josh (voix)
- 2005 : American Pie Presents Band Camp (vidéo) : Trading Card Bandie
- 2007 : Return to Sleepaway Camp : Weed